# Protase Rugambwa
Protase Rugambwa (Bunena, 31 maggio 1960) è un cardinale e arcivescovo cattolico tanzaniano, dal 10 novembre 2023 arcivescovo metropolita di Tabora.

## Biografia
Protase Rugambwa è nato il 31 maggio 1960 a Bunena, regione del Kagera e diocesi di Rutabo (oggi diocesi di Bukoba), nell'allora colonia britannica del Tanganica (oggi Repubblica Unita di Tanzania).

### Formazione e ministero sacerdotale
Ha iniziato gli studi primari nel 1967, frequentando diverse scuole, ed ha maturato una precoce vocazione sacerdotale; nel 1975 ha quindi cominciato quelli secondari presso il seminario minore di Katoke e poi in quello di Itaga. Successivamente ha frequentato il seminario maggiore di Kibosho per gli studi di filosofia, e il St. Charles Lwanga Seminary Segerea Senior per gli studi di teologia.
Ha ricevuto l'ordinazione sacerdotale il 2 settembre 1990, nella capitale Dar es Salaam, per imposizione delle mani di papa Giovanni Paolo II, durante la sua unica visita pastorale in Tanzania (1º – 5 settembre 1990); si è incardinato, trentenne, come presbitero della diocesi di Rulenge.
Poco dopo l'ordinazione ha ricevuto il primo incarico pastorale come vicario parrocchiale di Mabira, ruolo svolto fino al 1991, quando è divenuto docente responsabile della liturgia nel seminario minore di Katoke, dove egli stesso era stato studente, e contemporaneamente cappellano nell'ospedale di Biharamulo.
Nel 1994 ha deciso di trasferirsi a Roma per un soggiorno di studio, frequentando la Pontificia Università Lateranense e conseguendo il dottorato in teologia pastorale.
Nel 1998 è rientrato in Tanzania ed ha prestato servizio come formatore dei seminaristi, direttore delle vocazioni, segretario del dipartimento pastorale della diocesi di Rulenge fino al 1999. Dal 2000 al 2002 è stato inoltre vicario generale della stessa diocesi.
È ritornato poi a Roma, dove è stato officiale della Congregazione per l'evangelizzazione dei popoli fino alla sua elevazione all'episcopato.

### Ministero episcopale e cardinalato
Il 18 gennaio 2008 papa Benedetto XVI lo ha nominato, quarantasettenne, vescovo di Kigoma; è succeduto a Paul Runangaza Ruzoka, promosso alla sede metropolitana di Tabora il 25 novembre 2006. Ha ricevuto la consacrazione episcopale il 13 aprile successivo, nella cattedrale di Nostra Signora della Vittoria a Kigoma, per imposizione delle mani del cardinale Polycarp Pengo, arcivescovo metropolita di Dar-es-Salaam, assistito dai co-consacranti Robert Sarah, arcivescovo emerito di Conakry e segretario della Congregazione per l'evangelizzazione dei popoli nonché futuro cardinale, e Paul Runangaza Ruzoka, suo predecessore; ha preso possesso della diocesi durante la stessa cerimonia. Come suo motto episcopale il vescovo Rugambwa ha scelto Mwanzo na mwisho, che tradotto vuol dire "Inizio e fine".
Nell'ambito della Conferenza episcopale della Tanzania ha ricoperto l'incarico di presidente del dipartimento pastorale e di quello della liturgia.
Il 26 giugno 2012 papa Benedetto XVI lo ha nominato, cinquantaduenne, segretario aggiunto della Congregazione per l'evangelizzazione dei popoli e presidente delle Pontificie Opere Missionarie, elevandolo alla dignità di arcivescovo ad personam; è succeduto al settantacinquenne Piergiuseppe Vacchelli, dimissionario per raggiunti limiti di età. Il 21 settembre 2013 papa Francesco lo ha confermato nel suo incarico.
Il 9 novembre 2017 lo stesso papa lo ha nominato segretario della medesima congregazione; è succeduto a Savio Hon Tai-Fai, S.D.B., nominato nunzio apostolico in Grecia il 28 settembre precedente.
Il 5 giugno 2022, con l'entrata in vigore della costituzione apostolica Praedicate evangelium, la Congregazione per l'evangelizzazione dei popoli, di cui era segretario, è confluita nel Dicastero per l'evangelizzazione; contestualmente è diventato segretario della sezione per la prima evangelizzazione e le nuove Chiese particolari. È cessato dall'incarico il 15 marzo 2023, quando gli è succeduto Fortunatus Nwachukwu.
Il 13 aprile 2023 papa Francesco lo ha nominato arcivescovo coadiutore di Tabora.
Il 9 luglio 2023, al termine dell'Angelus, papa Francesco ha annunciato la sua creazione a cardinale; nel concistoro del 30 settembre seguente lo ha creato cardinale presbitero di Santa Maria in Montesanto.
Il 10 novembre dello stesso anno è succeduto per coadiutoria a Paul Runangaza Ruzoka nell'incarico di arcivescovo metropolita di Tabora.
Il 18 febbraio 2024 ha preso possesso del titolo cardinalizio.
Il 7 e 8 maggio 2025 ha partecipato come cardinale elettore al conclave che ha portato all'elezione di papa Leone XIV.

## Genealogia episcopale e successione apostolica
La genealogia episcopale è:
- Cardinale Scipione Rebiba
- Cardinale Giulio Antonio Santori
- Cardinale Girolamo Bernerio, O.P.
- Arcivescovo Galeazzo Sanvitale
- Cardinale Ludovico Ludovisi
- Cardinale Luigi Caetani
- Cardinale Ulderico Carpegna
- Cardinale Paluzzo Paluzzi Altieri degli Albertoni
- Papa Benedetto XIII
- Papa Benedetto XIV
- Papa Clemente XIII
- Cardinale Enrico Benedetto Stuart
- Papa Leone XII
- Cardinale Chiarissimo Falconieri Mellini
- Cardinale Camillo Di Pietro
- Cardinale Mieczysław Halka Ledóchowski
- Cardinale Jan Maurycy Paweł Puzyna de Kosielsko
- Arcivescovo Józef Bilczewski
- Arcivescovo Bolesław Twardowski
- Arcivescovo Eugeniusz Baziak
- Papa Giovanni Paolo II
- Cardinale Polycarp Pengo
- Cardinale Protase Rugambwa

La successione apostolica è:
- Vescovo Henry Aruna (2013)
- Vescovo Willem Christiaans, O.S.F.S. (2018)
- Vescovo Jovitus Francis Mwijage (2024)
- Vescovo Vincent Cosmas Mwagala (2024)
- Vescovo Josaphat Jackson Bududu (2025)